# Anna Weber-van Bosse
Anne Antoinette van Bosse (Anna Weber-van Bosse) (Amsterdam, 27 maart 1852 – Eerbeek, 29 oktober 1942) was een Nederlandse algologe en plantkundige.

## Levensloop
Van Bosse werd geboren in een welgesteld gezin. Haar ouders waren Jacob Theodoor van Bosse (1811-1894) en Jacqueline Jeanne Reynvaan (1813-1856). Ze had drie broers en een twaalf jaar oudere zus die het huishouden runde na het overlijden van hun moeder. Anna genoot haar opleiding thuis van een Zwitserse gouvernante en was van jongs af al gefascineerd door de botanie en door de exotische dieren in de Amsterdamse dierentuin Artis.
Op 5 oktober 1871 trouwde zij met de amateurschilder en fabrikant Wilhelm Ferdinand Willink van Collen (1847-1878). Al in die tijd volgde zij botanische lessen. Na zijn overlijden volgde Van Bosse in 1880 als toehoorder colleges botanie aan de Universiteit van Amsterdam. Zoals de meeste vrouwen in die tijd had ze niet de vooropleiding waarmee ze zich als student kon inschrijven. Ze kon geen examens doen. Dat de aanwezigheid van vrouwen op de universiteit in die tijd nog uiterst ongewoon was, blijkt bijvoorbeeld uit het feit dat de dames geacht werden pas na een voorafgaande aankondiging door de hoogleraar de collegezaal te betreden. Bovendien deden vrouwen practica in een aparte zaal. Na drie jaar studie bij de hoogleraar C.A.J.A. Oudemans en de dan al bekende plantenfysioloog Hugo de Vries specialiseerde zij zich in de fycologie. Aan de universiteit leerde ze Max Wilhelm Carl Weber kennen, met wie ze in 1883 trouwde. In 1886 verscheen haar eerste wetenschappelijke publicatie en in 1887 bekroonde Hollandsche Maatschappij der Wetenschappen in Haarlem haar studie naar een recent gevonden algensoort in de vacht van luiaarden. Zij werd daarmee de enige vrouw die een gouden prijspenning van de HMW ontving. De luiaarden in Artis waren haar studieobject.
Van Bosse en Weber ondernamen samen verschillende wetenschappelijke expedities naar Nederlands-Indië en Zuid-Afrika. De belangrijkste was de diepzee-oceanografische expeditie met het schip Siboga in de Indische archipel (1899-1900). In 1933 schonk Van Bosse haar enorme collectie algen – zo'n 50.000 specimens – aan het Rijksherbarium in Leiden, waarvoor Joséphine Thérèse Koster werd aangesteld als conservator.
Anna Weber-van Bosse was een nicht van de liberale politicus Pieter Philip van Bosse. In 1910 verleende de Universiteit Utrecht haar als eerste vrouw in Nederland een eredoctoraat. Vakgenoten beschouwen haar studies tot op de dag van vandaag als standaardwerken. In 1935 werd ze benoemd tot Ridder in de Orde van Oranje-Nassau.